# De Havilland Canada DHC-6 Twin Otter
de Havilland Canada DHC-6 Twin Otter je dvomotorno turbopropelersko STOL večnamensko letalo kanadskega proizvajalca de Havilland Canada. Trenutno ga proizvaja podjetje Viking Air. Twin Otter ima fiksno tricikel pristajalno podvozje. Lahko prevaža do 19 potnikov in lahko vzleti in pristaja na zelo kratkih stezah.

## Specifikacije
Source:
|                        | DHC-6 Series 100                          | DHC-6 Series 300                          | DHC-6 Series 400                                                |
| ---------------------- | ----------------------------------------- | ----------------------------------------- | --------------------------------------------------------------- |
| Posadka                | 1-2                                       | 1-2                                       | 1-2                                                             |
| Število sedežev        | 19                                        | 20                                        | 19                                                              |
| Dolžina                | 51 ft 9 in (15,77 m)                      | 51 ft 9 in (15,77 m)                      | 51 ft 9 in (15,77 m)                                            |
| Razpon kril            | 65 ft 0 in (19,8 m)                       | 65 ft 0 in (19,8 m)                       | 65 ft 0 in (19,8 m)                                             |
| Površina krila         | 420 sq ft (39 m2)                         | 420 sq ft (39 m2)                         | 420 sq ft (39 m2)                                               |
| Prazna teža            | 5850l lb (2653 kg)                        | 7415l lb (3363 kg)                        | 6880 lb (3121 kg)                                               |
| Višina                 | 19 ft 4 in (5,9 m)                        | 19 ft 4 in (5,9 m)                        | 19 ft 4 in (5,9 m)                                              |
| Maks. vzletna teža     | 11566 lb (5246 kg)                        | 12500 lb (5670 kg)                        | 12500 lb (5670 kg)                                              |
| Maks. pristajalna teža | 11566 lb (5246 kg)                        | 12300 lb (5579 kg)                        | 12300 lb (5579 kg)                                              |
| Maks. hitrost          | 160 vozlov (297 km/h na potovalni višini) | 170 vozlov (314 km/h na potovalni višini) | 170 vozlov (314 km/h na potovalni višini)                       |
| Potovalna hitrost      | 150 vozlov (278 km/h na potovalni višini) | 150 vozlov (278 km/h na potovalni višini) | 150 vozlov (278 km/h na potovalni višini)                       |
| Hitrost izgube vzgona  | 58 vozlov (107 km/h)                      | 58 vozlov (107 km/h)                      | 58 vozlov (107 km/h)                                            |
| Največji dolet         | 771 nmi (1427 km)                         | 775 nmi (1434 km)                         | 799 nmi (1480 km) 989 nmi (1832 km)                             |
| Kapaciteta goriva      | 382 US gal (1,447 L)                      | 375 US gal (1421 L)                       | 378 US gal (1466 L) 478 US gal (1811 L) with long range tankage |
| Višina leta (servisna) | 25000 ft (7620 m)                         | 25000 ft (7620 m)                         | 25000 ft (7620 m)                                               |
| Motor (×2)             | Pratt & Whitney PT6A-20                   | Pratt & Whitney PT6A-27                   | Pratt & Whitney PT6A-34                                         |
| Hitrost vzpenjanja     | 1600 ft/min (8,1 m/s)                     | 1600 ft/min (8,1 m/s)                     | 1600 ft/min (8,1 m/s)                                           |